# 2013년 로스앤젤레스 영화 비평가 협회상
제39회 로스앤젤레스 영화 비평가 협회상은 2013년 12월 8일에 열린 시상식이다.

## 수상 및 후보

### 작품상
- 그래비티 - 알폰소 쿠아론 수상
- 허 - 스파이크 존즈 수상

### 감독상
- 그래비티 - 알폰소 쿠아론 수상

### 남우주연상
- 네브래스카 - 브루스 던 수상

### 여우주연상
- 블루 재스민 - 케이트 블란쳇 수상
- 가장 따뜻한 색, 블루 - 아델 에그자르코풀로스 수상

### 남우조연상
- 스프링 브레이커스 - 제임스 프랭코 수상
- 더 달라스 바이어스 클럽 - 자레드 레토 수상

### 여우조연상
- 노예 12년 - Lupita Nyong'o 수상

### 각본상
- 비포 미드나잇 - 리처드 링클레이터 외 2명 수상

### 촬영상
- 그래비티 - 엠마누엘 루베즈키 수상

### 미술상
- 허 - K.K. 바렛 수상

### 편집상
- 그래비티 - 알폰소 쿠아론 외 1명 수상

### 음악상
- 인사이드 르윈 - T-본 버넷 수상

### 외국어영화상
- 가장 따뜻한 색, 블루 - 압델라티프 케시시 수상

### 다큐멘터리상
- 우리가 들려줄 이야기 - 사라 폴리 수상

### 애니메이션상
- 어네스트와 셀레스틴 - 뱅상 파타르 수상

### 독립영화상
- Cabinets Of Wonder - 샬롯 프라이스 수상

### 신인상
- 메건 엘리슨 수상

### 특별공헌상
- 노예 12년